# جرالدین بروکس (نویسنده)
جرالدین بروکس (انگلیسی: Geraldine Brooks (writer)؛ زادهٔ ۱۴ سپتامبر ۱۹۵۵) یک نویسنده، روزنامه‌نگار، و رمان‌نویس استرالیایی آمریکایی است. وی در سال ۲۰۰۵ برای رمان مارچ برنده جایزه پولیتزر برای داستان شد. وی در سال ۲۰۰۲ شهروند ایالات متحده آمریکا شد.